# Derk Telnekes
Derk Telnekes (* 28. April 1995 in Deventer) ist ein niederländischer Dartspieler.

## Karriere
Derk Telnekes begann 2015 mit dem Dartsport und konnte direkt erste Erfolge einfahren. Er nahm 2016 an den Dutch Open und an Turnieren der PDC Development Tour teil. Ein Jahr später konnte er bei den German Open und England Open sich bis ins Halbfinale spielen. Des Weiteren konnte er die Belgium Open gewinnen. Er nahm später beim World Masters sowie an der Vorrunde der BDO World Darts Championship 2018 teil. Bei der BDO-Weltmeisterschaft konnte er seinen Landsmann Chris Landman mit 3:0 besiegen. Gegen Geert De Vos hingegen verlor er. Telnekes versuchte über den Westeuropäischen Qualifier sich für die Weltmeisterschaft der PDC zu qualifizieren, jedoch scheiterte er im Halbfinale. Telnekes trat beim Finder Darts Masters an, wo bis ins Viertelfinale vordringen konnte. Bei der BDO World Darts Championship 2019 unterlag er in Runde 1 Mark McGeeney. Bei der BDO World Trophy 2019 unterlag Telnekes als gesetzter Spieler in der ersten Runde Scott Taylor. Beim Westeuropäischen Qualifier für die PDC World Darts Championship 2020 vergab Telnekes im Finale gegen Jan Dekker Matchdarts und konnte sich somit erneut nicht qualifizieren. Im Januar 2020 gelang Telnekes jedoch der Gewinn einer Tourkarte bei der PDC Qualifying School. Telnekes gelang beim ersten Event der European Darts Tour 2020 die Qualifikation für die Belgian Darts Championship 2020. Sein erstes Spiel auf der European Tour verlor er gegen Dimitri Van den Bergh mit 3:6. Bei den UK Open 2020 scheiterte er in Runde zwei. In der darauffolgenden Woche konnte der Niederländer bei den Players Championships 2020 beim siebten Event erstmals ins Viertelfinale und einen Tag später ins Halbfinale einziehen. Beim European Darts Grand Prix konnte er zum ersten Mal auf der European Tour in die zweite Runde einziehen. Bei seinem Debüt bei den Players Championship Finals verlor Telnekes zum Auftakt gegen seinen Landsmann Vincent van der Voort. Über die PDC Pro Tour Order of Merit im Jahr 2020 qualifizierte er sich für die PDC World Darts Championship 2021. Bei seinem Weltmeisterschaftsdebüt traf Telnekes auf den Waliser Nick Kenny und verlor trotz guter Leistung mit 2:3.
Bei den UK Open 2021 gewann Telnekes mit 6:2 gegen Niels Zonneveld, schied in der dritten Runde aber gegen Sebastian Białecki aus. Auf der PDC Pro Tour konnte er nicht an seine Erfolge aus dem Vorjahr anknüpfen und sich ebenfalls nicht für ein weiteres Major qualifizieren. Dies gipfelte in dem Verlust der Tour Card zum Ende des Jahres, womit Telnekes bei der Q-School 2022 starten musste. Diesmal war er in der Final Stage gesetzt. Er scheiterte jedoch am Gewinn einer Tour Card.
2023 nahm er erneut an der Q-School teil, wobei er sich über die Rangliste für die Final Stage qualifizierte. In dieser holte er daraufhin vier Punkte, was jedoch nicht für eine Tour Card reichte.
Somit ging Telnekes 2024 erneut bei der Q-School an den Start. Mit drei Punkten qualifizierte er sich dabei denkbar knapp für die Final Stage, in der er ohne Punkt und somit auch ohne Tourkarte blieb. Bei der Challenge Tour kam Telnekes am zweiten Turnierwochenende einmal ins Halbfinale, auf das am vierten Wochenende ein weiteres folgte. Außerdem stand er einmal im Achtelfinale, sodass Telnekes am Ende der Saison auf Rang 45 der Challenge Tour Order of Merit stand.
An der Q-School 2025 nahm Telnekes wieder teil. Er erspielte sich dabei insbesondere durch einen guten letzten Tag die Teilnahme an der Final Stage, wo er am zweiten Tag die dritte Runde erreichte. Für eine Tour Card reichte es jedoch wieder nicht.

## Weltmeisterschaftsresultate

### BDO
- 2018: 1. Runde (1:3-Niederlage gegen  Geert De Vos)
- 2019: 1. Runde (1:3-Niederlage gegen  Mark McGeeney)

### PDC
- 2021: 1. Runde (2:3-Niederlage gegen  Nick Kenny)